# Iouri Chevtchouk
Pour les articles homonymes, voir Chevtchouk.
Iouri Ioulianovitch Chevtchouk (en russe : Юрий Юлианович Шевчук), né le 16 mai 1957 à Iagodnoïe (oblast de Magadan, URSS), est un auteur-compositeur, chanteur et enseignant russe, fondateur et leader du groupe DDT. Ses premiers succès à partir des années 1980 s'inscrivent dans la continuité des bardes soviétiques comme Vladimir Vyssotski, avec des chansons à texte décrivant la société russe de manière parfois satirique, et abordant notamment les thèmes du patriotisme, du rejet de la violence et de l'opposition à la guerre. À partir des années 2000, il s'engage de manière plus marquée dans l'opposition, ce qui se traduit dans ses textes et ses prises de position publiques.
Apprécié pour ses textes et les qualités de sa voix au timbre rauque distinctif, Iouri Chevtchouk est considéré comme l'un des plus grands auteurs-compositeurs russes contemporains.

## Biographie

### Jeunesse et débuts
Iouri Chevtchouk est né le 16 mai 1957 à Iagodnoïe, un petit village dans l'Extrême-Orient russe. Sa famille déménage à Naltchik (Caucase du Nord) en 1964 puis à Oufa (Bachkirie) en 1970. Il suit des études d'art graphique à l'Institut pédagogique de Bachkirie (ru) et devient enseignant.
En 1980, il forme le groupe DDT dont il devient le principal parolier et chanteur. Les paroles de ses chansons lui valent des problèmes avec la censure soviétique, notamment après la sortie de l'album Périphérie en 1984 (en russe : Периферия) : les concerts du groupe sont interdits à plusieurs reprises et le groupe est interdit d'enregistrer. Le groupe est vivement critiqué dans la presse, certains journalistes écrivant que « La guitare dans les mains du chanteur est une arme dans la lutte entre le bien et le mal », ce qui conduit Chevtchouk à le dissoudre en 1985. En parallèle, le groupe devient un des représentants de la contre-culture et gagne en popularité.

### Succès avec DDT
En 1985, Iouri Chevtchouk déménage à Leningrad où se concentrent les principaux artistes contestataires du pouvoir soviétique. Il reforme DDT avec de nouveaux musiciens. En 1987, DDT se produit dans les principaux festivals de musique d'URSS, puis en Hongrie en 1989 et aux États-Unis et au Japon en 1990.
Après la dislocation de l'URSS, alors que la plupart des artistes engagés proposent des chansons moins contestataires, Iouri Chevtchouk continue d'aborder les questions politiques et sociales et de donner des interviews critiques du pouvoir, notamment à l'occasion de la crise constitutionnelle de 1993 et de la première guerre de Tchétchénie. En 1995, il se rend en Tchétchénie, vivant au milieu des jeunes soldats de l'armée russe et chantant pour eux son opposition à la guerre. Après la signature des accords de Khassaviourt, il se produit au stade Dynamo de Grozny, répondant aux critiques qui lui reprochaient de chanter pour les troupes russes et pas pour le peuple tchétchène.
Au cours des années 1990, DDT s'établit comme l'un des groupes russes les plus populaires. Le groupe sort plusieurs albums, organise des festivals pour permettre à de jeunes artistes de se faire connaître, et part en tournée dans le monde entier. La chanson Qu'est-ce que l'automne ? (en russe : Что такое осень) se classe à la deuxième place du classement des meilleures chansons du XXe siècle établi par Nashe Radio.

### Chanteur et critique du pouvoir
En 2010, lors d'une rencontre télévisée entre Vladimir Poutine et des représentants de l'élite culturelle russe, Iouri Chevtchouk critique vivement le pouvoir en place, posant des questions sur la démocratie, la liberté d'expression et la liberté de la presse.
Le 25 août 2010, au stade Loujniki à Moscou, il interprète la chanson de Bob Dylan Knockin' on Heaven's Door avec U2, dont c'est le premier concert en Russie. Pour clore l'année France-Russie, le 14 décembre 2010, il donne un concert avec DDT dans la salle de l'Élysée-Montmartre à Paris.

## Prises de position

### Opposition aux guerres
Iouri Chevtchouk est connu pour son opposition aux guerres, ayant notamment pris position contre l'intervention soviétique en Afghanistan et l'intervention russe en Tchétchénie. Les 24 et 26 septembre 2008, il organise deux concerts pour la paix, à Moscou et à Saint-Pétersbourg, pour protester contre le conflit entre la Russie et la Géorgie. Le nom de ces concerts, Ne tire pas (en russe : не стреляй), est inspiré de la chanson du même nom qu'il avait écrite en 1980 à la suite du déclenchement de la guerre d'Afghanistan. Il invite alors des musiciens ossètes et géorgiens et le groupe ukrainien Bratya Karamazovy à jouer avec DDT.

### Opposition politique
À partir du milieu des années 2000, Iouri Chevtchouk s'engage dans l'opposition à Vladimir Poutine et critique dans ses textes l'évolution de la société russe. Boris Grebenchtchikov, leader du groupe de rock Aquarium (en russe : Аквариум), contemporain de DDT, a dit de lui : « Iouri accomplit un travail très important et nécessaire pour la Russie. Il est du côté des gens. Vouloir le discréditer revient à vouloir discréditer le peuple russe. »
Le 3 mars 2008, il participe à Saint-Pétersbourg à la manifestation La Marche des dissidents contre le déroulement de l'élection présidentielle de 2008 qui ne laisse la place à aucune candidature d'opposition réelle. En 2008, il enregistre à Paris un album en solo appelé L'Échoppe, qui inclut une chanson controversée Quand le pétrole se tarira (en russe : Когда закончится нефть) avec notamment les paroles « Quand le pétrole se tarira, notre président mourra ».
En 2012, il voit ses concerts interdits en Sibérie à la suite de ses prises de position contre le pouvoir russe.
En 2022, il choisit de rester en Russie après l'invasion de l'Ukraine par la Russie. En mai 2022, il déclare lors d'un concert à Oufa que « la patrie, ce n’est pas être en permanence le lèche-cul du président », ce qui lui vaut des poursuites judiciaires,. En août, le tribunal d'Oufa le reconnaît coupable d'« action publique destinée à discréditer le recours aux forces armées russes ». Il est condamné à une amende de 50 000 roubles (environ 800 euros),.
Il réside à Saint-Pétersbourg.

## Honneur
L'astéroïde (212924) Yurishevchuk est nommé en son honneur.